# جولی کوین
 جولی کوین (فرانسوی: Julie Coin‎؛ زاده ۲ دسامبر ۱۹۸۲) یک تنیس‌باز اهل فرانسه است.